# Susanna Maria Preißler

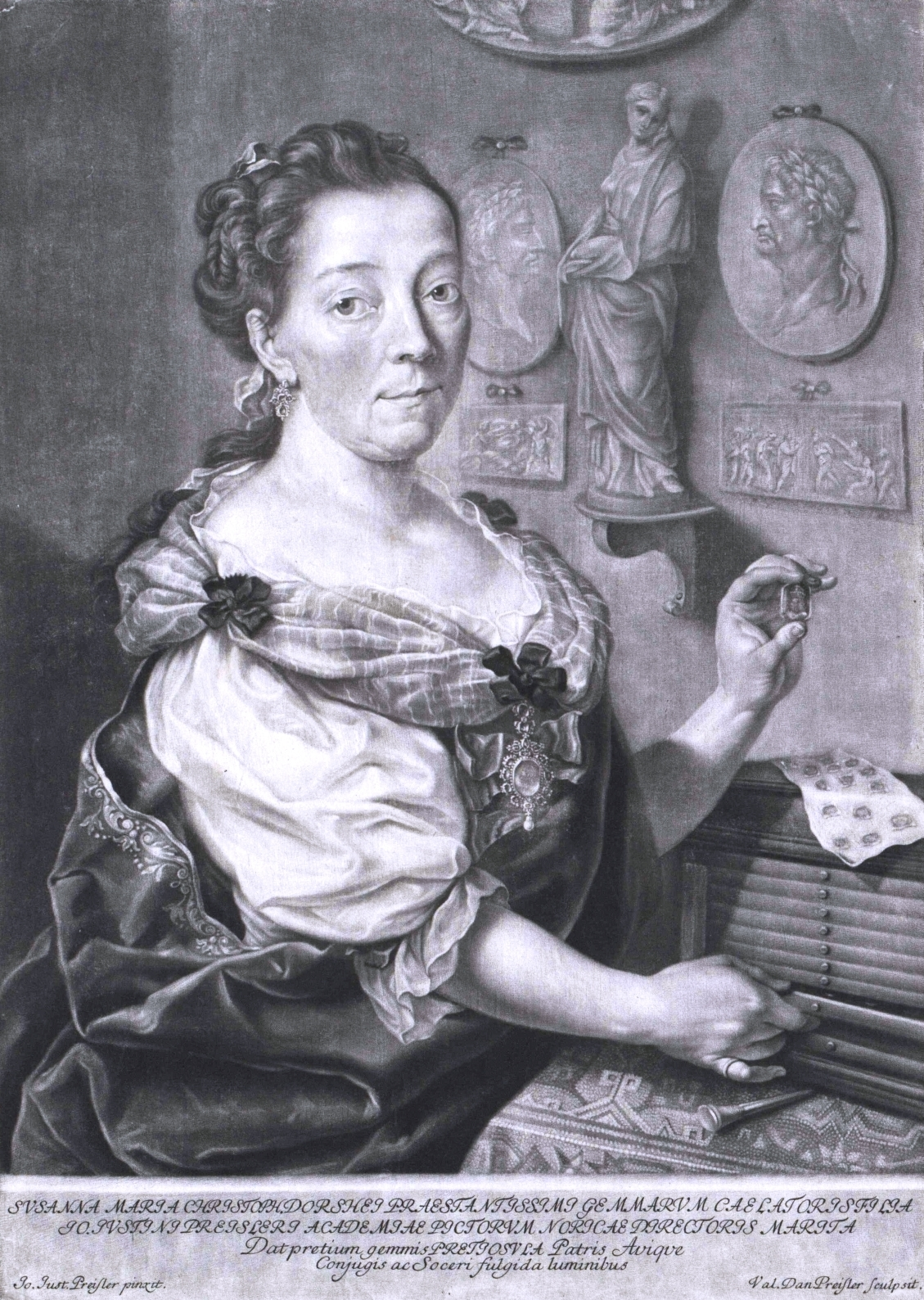
Susanna Maria Dorsch, Stich von Valentin Daniel Preissler nach Johann Justin Preissler

Susanna Maria Preißler (* 8. Dezember 1701 in Nürnberg; † 8. April 1765) war eine deutsche Gemmenschneiderin.
Susanna Maria war eine Tochter von Christoph Dorsch und wurde eine berühmte Steinschneiderin in Nürnberg. Sie heiratete 1720 den Öl- und Freskenmaler Salomon Graf († 1737) und danach Johann Justin Preißler (1698–1771).
Ihre Tochter Anna Maria (* 4. September 1739), verheiratete Stein, war ebenfalls Edelsteinschneiderin, musste aber später wegen Augenschwäche ihre Arbeit aufgeben.